# EM Весов
EM Весов (лат. EM Librae) — одиночная переменная звезда в созвездии Весов на расстоянии (вычисленном из значения параллакса) приблизительно 77288 световых лет (около 23697 парсеков) от Солнца. Видимая звёздная величина звезды — от +15,6m до +14,8m.

## Характеристики
EM Весов — пульсирующая переменная звезда типа RR Лиры (RR).